# Noroy (Oise)
Noroy ist eine französische Gemeinde mit 254 Einwohnern (Stand: 1. Januar 2022) im Département Oise in der Region Hauts-de-France (vor 2016 Picardie). Sie liegt im Arrondissement Clermont und ist Teil der Communauté de communes du Plateau Picard und des Kantons Saint-Just-en-Chaussée. Die Einwohner werden Noroysiens genannt.

## Geographie
Noroy liegt etwa elf Kilometer nordöstlich von Clermont. Umgeben wird Noroy von den Nachbargemeinden Erquinvillers im Norden und Nordwesten, Pronleroy im Norden und Nordosten, Cernoy im Osten, Fouilleuse im Südosten, Maimbeville im Süden, Saint-Aubin-sous-Erquery im Süden und Südwesten, Rémécourt im Südwesten sowie Cuignières im Westen.

## Einwohner
| 1962                      | 1968 | 1975 | 1982 | 1990 | 1999 | 2006 | 2013 |
| ------------------------- | ---- | ---- | ---- | ---- | ---- | ---- | ---- |
| 121                       | 102  | 102  | 109  | 168  | 184  | 192  | 205  |
| Quelle: Cassini und INSEE |      |      |      |      |      |      |      |

## Sehenswürdigkeiten

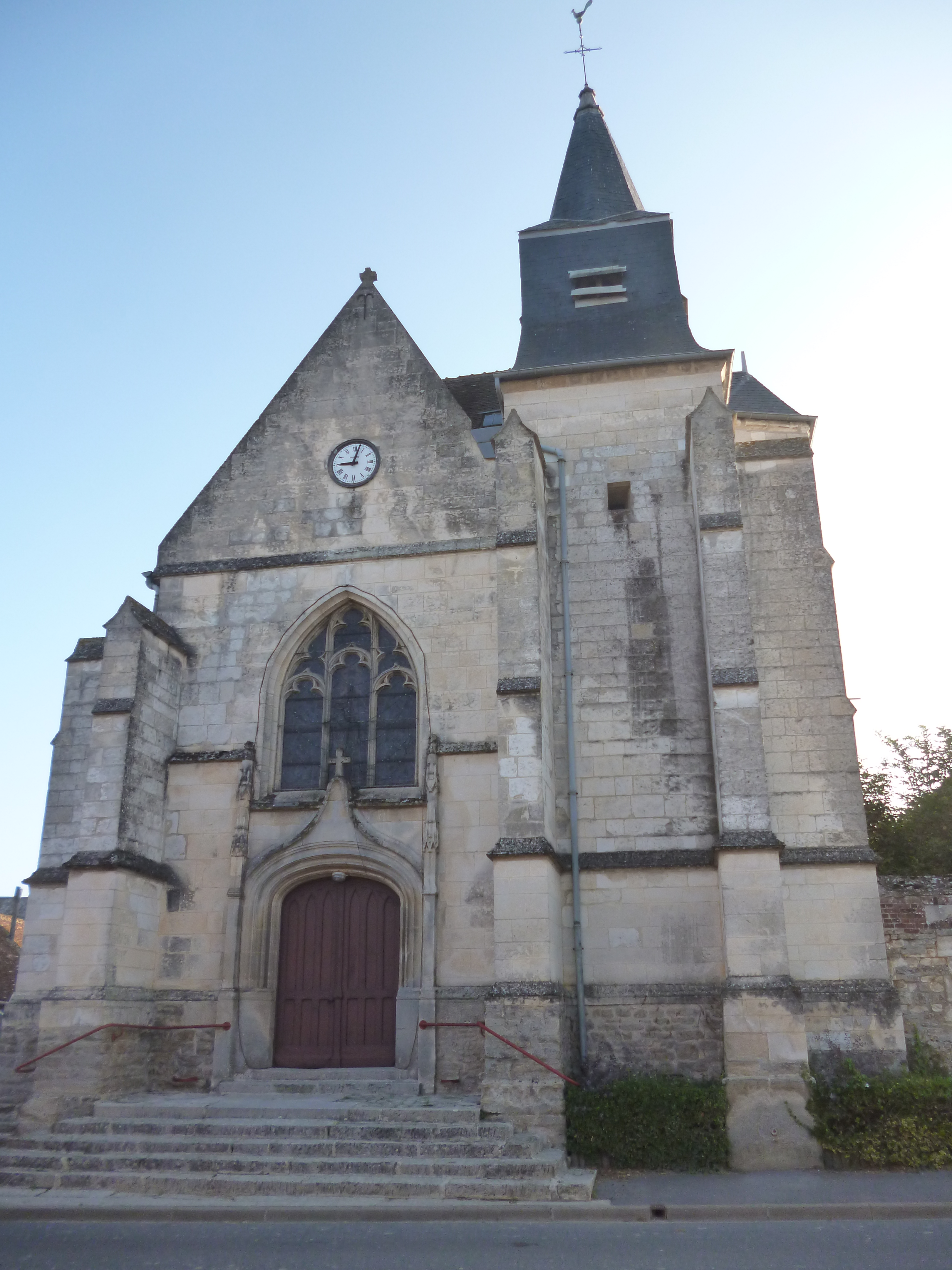
Kirche Notre-Dame

- Kirche Notre-Dame aus dem Jahre 1552, seit 1949 Monument historique (siehe auch: Liste der Monuments historiques in Noroy (Oise))